# کوه کلارک (واشنگتن)
کوه کلارک (به انگلیسی: Clark Mountain) یک کوه در ایالات متحده آمریکا است که در واشینگتن واقع شده‌است. کوه کلارک ۲٬۶۲۱٫۹۲ متر بالاتر از سطح دریا واقع شده‌است.